# Kútmúzeum (Orosháza)
Az orosházi Kútmúzeum - Vízellátás-történeti Gyűjtemény egy magyarországi tematikus múzeum, amely országos szinten egyedülálló módon mutatja be az elmúlt száz év víznyerés eszközeit a kantáktól a gépi szivattyúkon át.

## Megközelítése
Orosházán, a Könd és Táncsics utca sarkán található a kisvíztorony, a vízügy történettel foglalkozó kiállítás pedig a Tas utcán található. A város központtól nem helyezkedik messze a múzeum és a református templom szomszédságában található a víztorony épülete.

## Története
A múzeum épületéül szolgáló víztorony az 1930-as években épült és az 1970-es évekig el is látta eredeti funkcióját. Az Orosházi Helytörténeti Csoport akkori elnöke, Kiss-Horváth Sándor volt a múzeum ötletgazdája, aki a csoporttal elkezdte tanulmányozni a Könd utcai víztorony történetét. Majd később annyi anyag gyűlt össze, hogy úgy döntött múzeumot létesít. Így 1983-ban a Honismereti Szakkör által és a Magyar Vízügyi Múzeum szakmai támogatása által megvalósult az ötlet.
Eleinte a víztorony elkerített kertjében állították ki a korabeli víznyeréshez szükséges eszközöket. Majd miután a Békés Megyei Vízművek Zrt. átvette a fenntartást így újabb tárgyi emlékekkel bővülve 2002-ben a Tas utcán kialakítottak egy kiállítótermet, amely a város vízellátás történetének állít emléket.
2010-ben fenntartóváltás történt. A múzeum tulajdonosa a városi önkormányzat lett, üzemeltetője pedig a Nagy Gyula Területi Múzeum.
2018-ban a kútkert és a régi kutak felújítása valósult meg.
A 2000-es években kétszer is elnyerte az Év Múzeuma díjat az épület.

## Kiállításai

### Ásott kúttól a víztoronyig
A különböző típusú kutakkal kapcsolatban írott és képes dokumentumok, a kutak tartozékai és felszerelései kerülnek bemutatásra. A kútkertben fémkút bemutató és a toronyban egy öntöttvas, szivattyú kút is várja a látogatókat.

## Díjai, elismerései
Az Év Múzeuma (2001, 2005)

## Érdekesség
Az épület szerepelt az 1990 és 1991 között a Magyar Televízión futó Kerekek és lépések című ismeretterjesztő műsorának második részében (A Tiszántúl déli tájain).
Ezenkívül a Ma Reggel című műsor 2022. augusztus 9-i adásának programajánlójában is feltűnt, ahol az M1 stábja élőben jelentkezett be.

## Képek

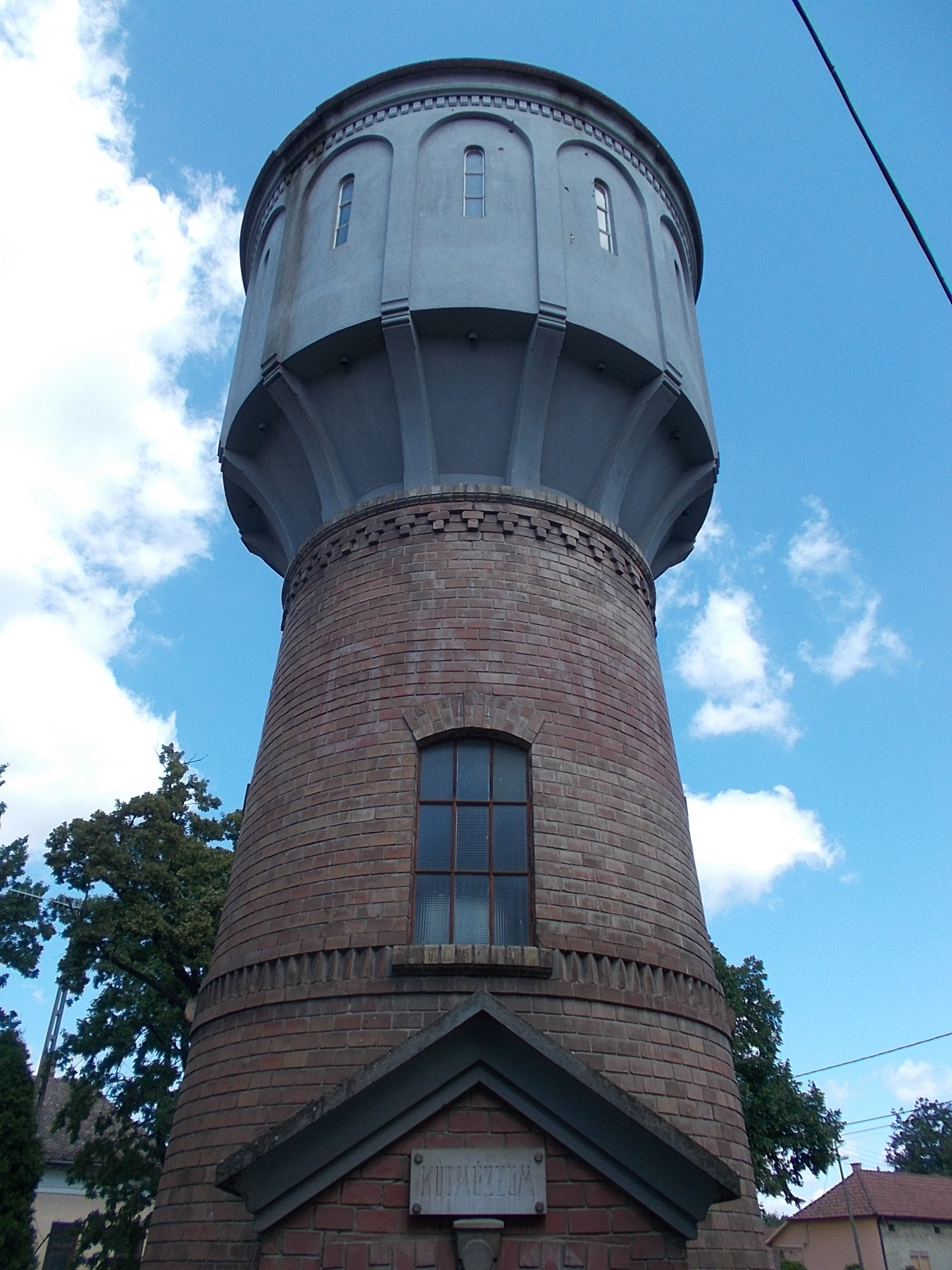
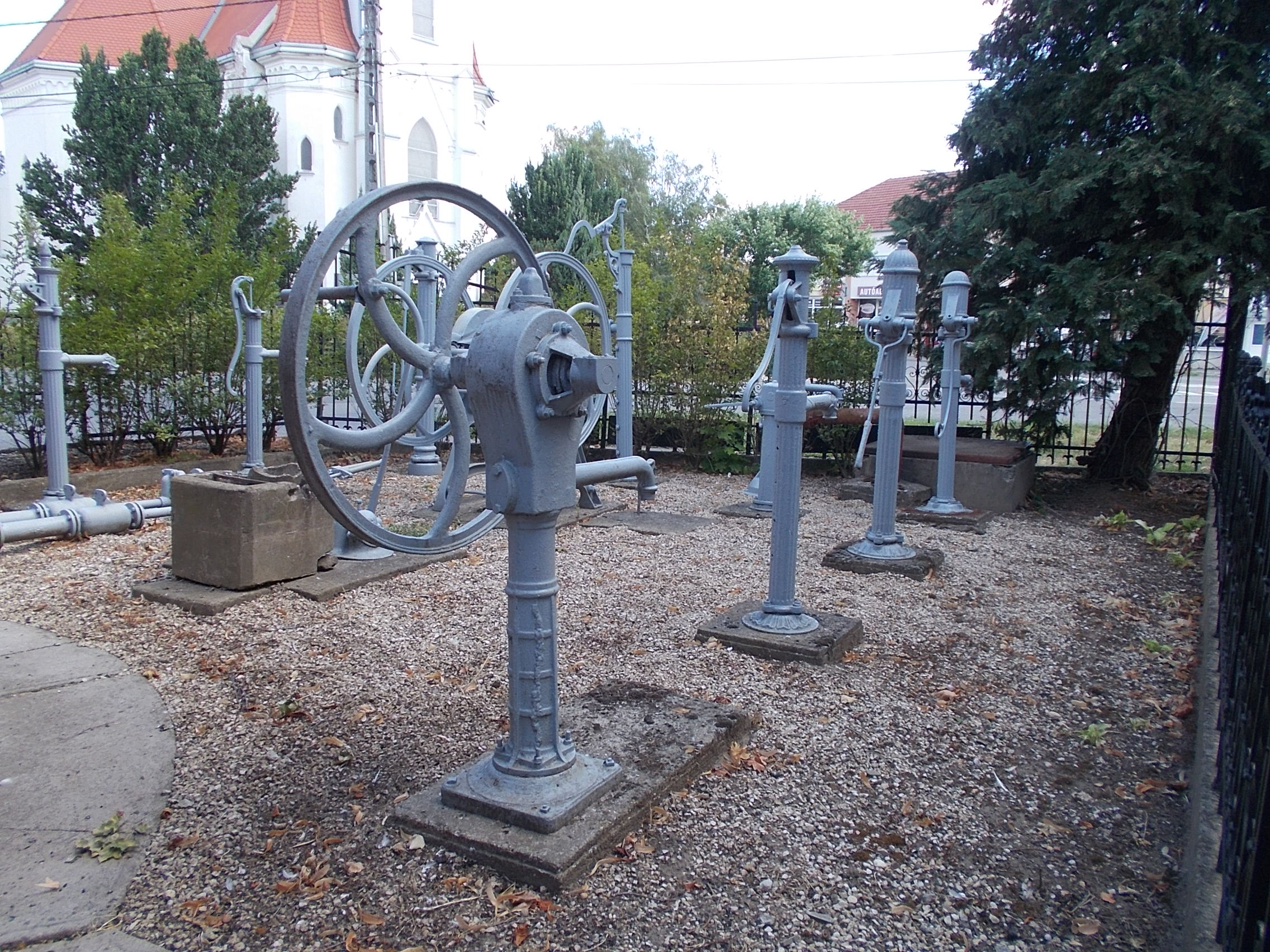
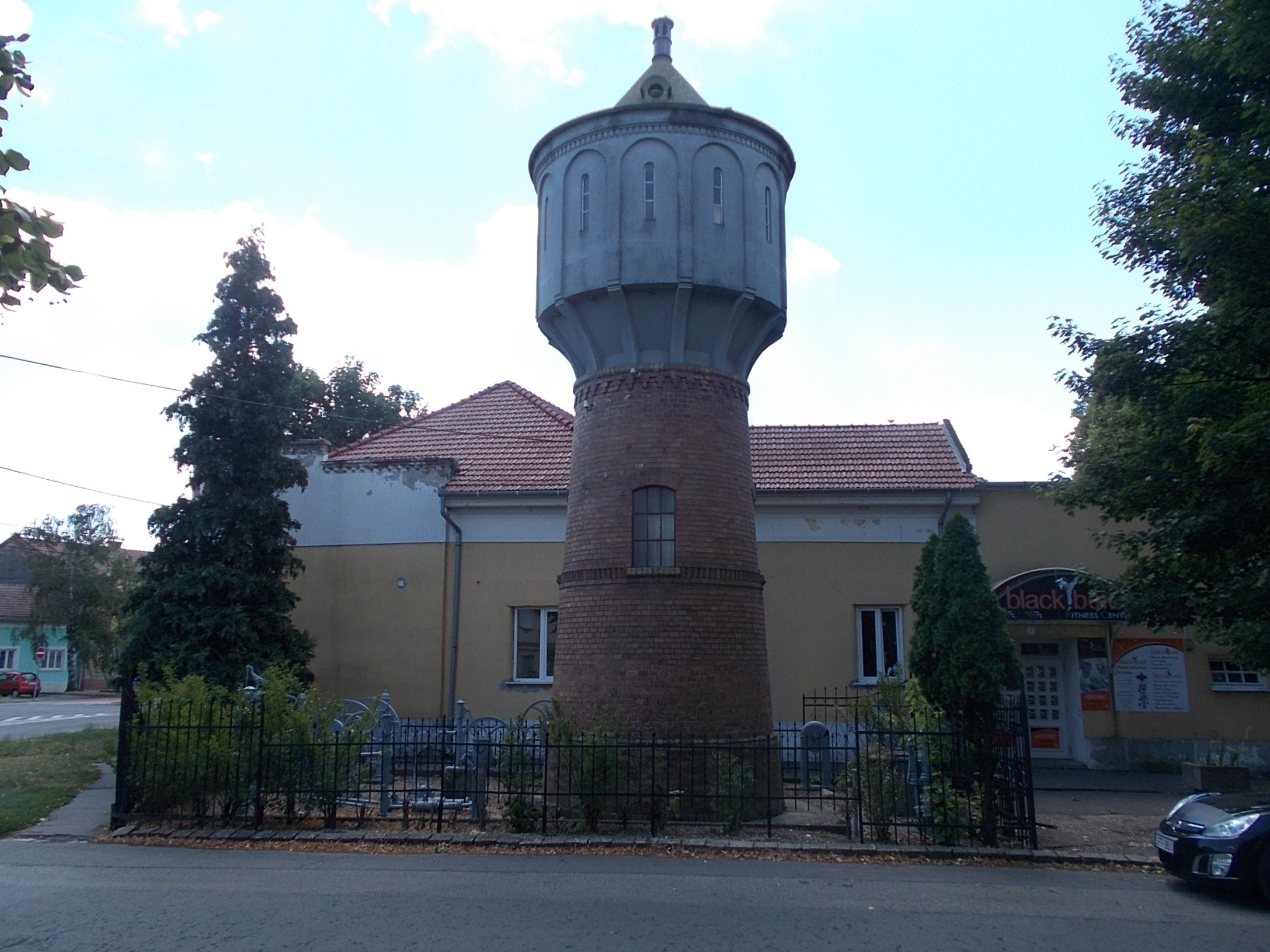
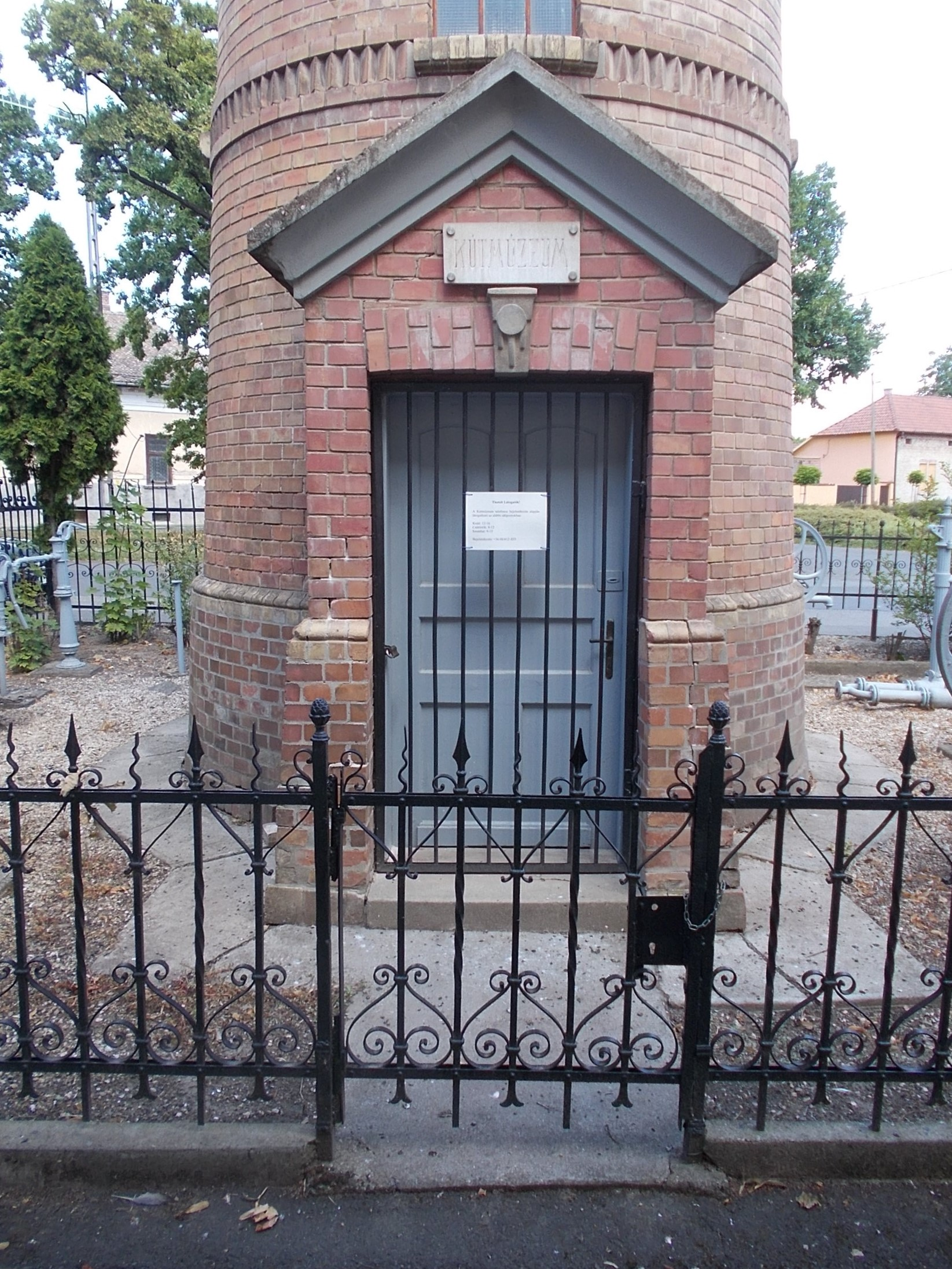
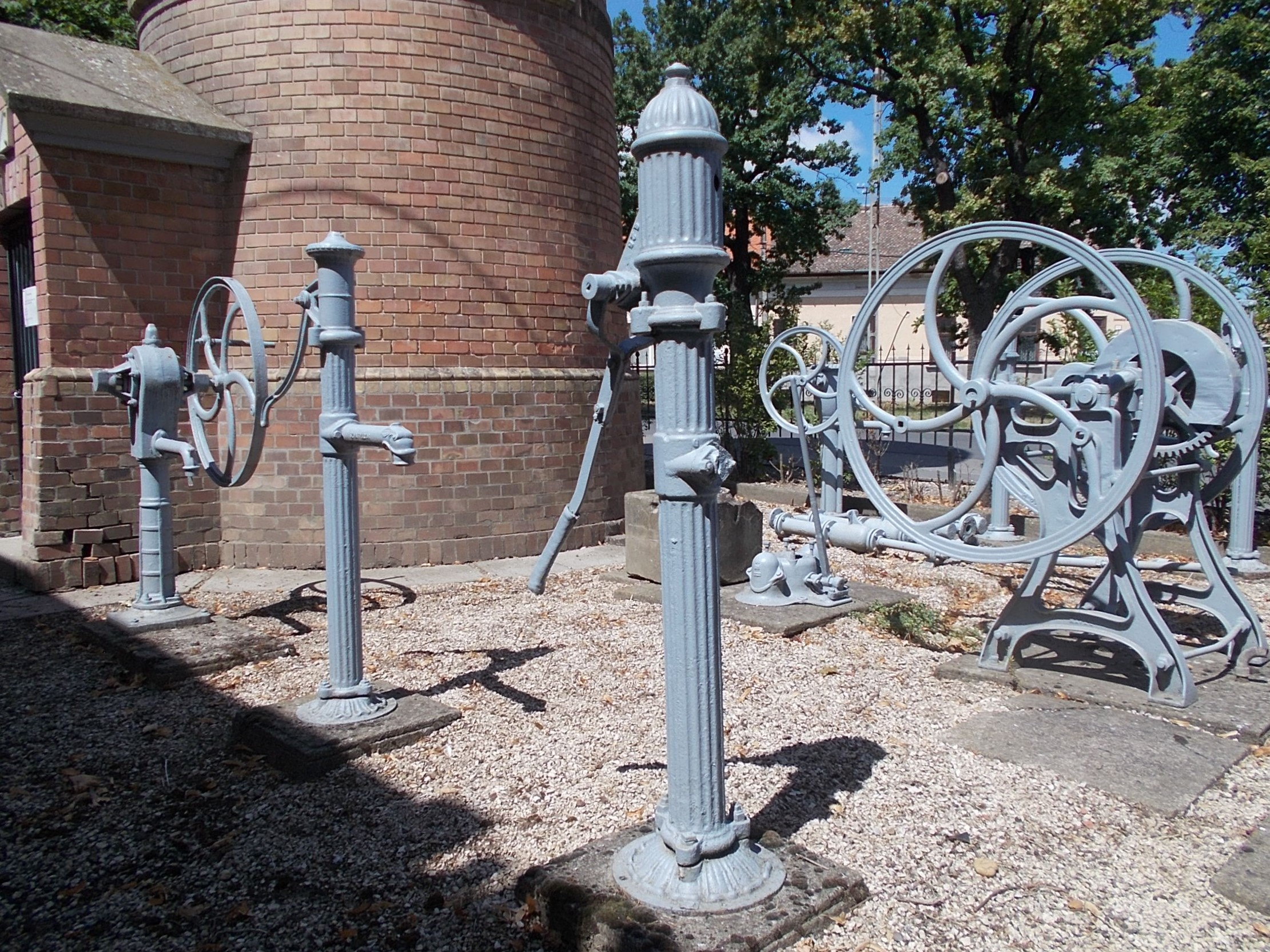
Norton variációk
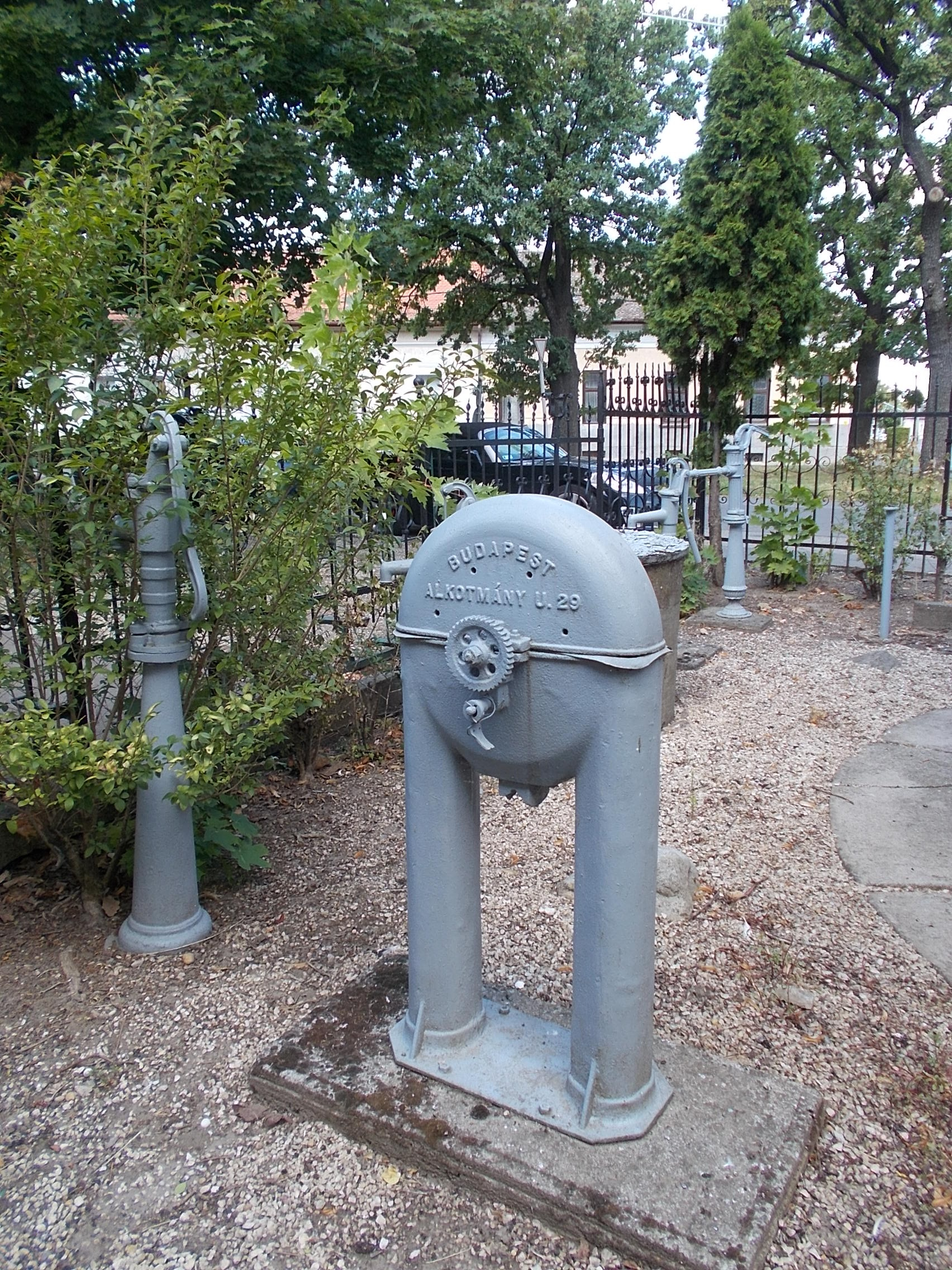

## Forrás
A múzeum honlapja Archiválva 2022. augusztus 9-i dátummal a Wayback Machine-ben